# Grecol
Grecol is een bestuurslaag in het regentschap Purbalingga van de provincie Midden-Java, Indonesië. Grecol telt 3386 inwoners (volkstelling 2010).